# Refuge d'oiseaux de l'Île Akimiski
Le refuge d'oiseaux de l'Île Akimiski (anglais : Akimiski Island Migratory Bird Sanctuary) est un refuge d'oiseaux migrateurs du Nunavut (Canada). Elle comprend la partie orientale de l'île Akimiski. Elle est administrée par le Service canadien de la faune.